# Austronecydalopsis iridipennis
Austronecydalopsis iridipennis là một loài bọ cánh cứng trong họ Cerambycidae.